# 1993年日本

## 政府
- 天皇：明仁
- 內閣總理大臣：宮澤喜一→細川護熙

## 大事記
- 3月6日 - 前自民党副总裁金丸信因偷税数亿日元被捕。
- 6月9日 - 皇太子德仁親王與小和田雅子的結婚典禮（日语：皇太子徳仁親王と小和田雅子の結婚の儀）。
- 6月18日 - 日本众议院通过对宫泽喜一内阁的“不信任案”。同日，宫泽喜一首相决定解散众议院并决定提前大选。
- 7月19日——日本众议院选举揭晓，自民党获223席，未获半数。
- 7月22日——日本前大藏相羽田孜宣布退出自民党。
- 7月23日——羽田孜正派成立日本新生党。
- 7月24日——蜡笔小新第一部劇場版（電影）在日本上映。之後每年上映一部，除了1993年、2020年與2021年，其餘劇場版皆於黃金週 (日本)（GW）上映。
- 7月30日——河野洋平当选日本自民党总裁，成为战后48年来第一位在野党总裁。
- 8月4日——日本内阁官房长官河野洋平发表关于慰安妇问题的讲话，史称河野談話。
- 8月5日——日本宫泽喜一内阁宣布辞职。
- 8月6日——日本新党领袖细川护熙当选首相。同日，社会党前委员长土井多贺子当选为众议院议长。
- 8月9日——自民黨結束1955年以來執政黨地位，改由细川护熙组成7黨聯合內閣。
- 8月26日——日本連接東京市區與台場，橫跨東京灣的彩虹大橋正式通車。
- 11月——奧姆真理教人員在八王子市的創價学会施設「東京牧口紀念會館」企圖用沙林毒氣暗殺池田大作，失敗。

## 出生
- 1月19日——永野愛理，配音员
- 2月6日——入江麻衣子，演员，配音员
- 2月14日——新垣优香，写真偶像
- 2月15日——尾野真知子，AV女优
- 2月21日——菅田將暉，演員、歌手。
- 4月14日——秋山柚稀，演员
- 5月9日——山田涼介，演員。
- 5月18日——江口菜子，女性声优、歌手
- 5月19日——神木隆之介，配音員、演員。
- 6月2日——藤原夏海，配音員。
- 6月23日——小倉柚子，AV女优
- 6月30日——菊地彩香，女艺人、模特儿
- 7月9日——北原知奈，配音员。
- 8月3日——雨宫伊织，女子偶像艺人
- 8月6日——石井香织，配音员
- 8月28日——雨宮天，配音員。
- 10月11日——春日野結衣，AV女优
- 10月23日——上村祐翔，配音員。

## 逝世
- 12月16日——田中角榮，政治人物，曾任內閣總理大臣。